# Szatmár, Ugocsa és Bereg k.e.e. vármegye
Szatmár, Ugocsa és Bereg közigazgatásilag egyelőre egyesített (k.e.e.) vármegye az 1923. évi XXXV. tc. rendelkezései alapján jött létre Szatmár vármegye és Bereg vármegye Magyarországon maradt területrészeinek összevonásával. Területéhez került Ugocsa vármegye Magyarországon maradt, csupán négyzetméterekben mérhető kiterjedésű lakatlan területe is, melyet már korábban Szatmár megye szomszédos községeihez csatoltak. Ugyanakkor ― ideiglenesen ― Szabolcs és Ung k.e.e. vármegyéhez csatoltak négy Bereg vármegyei községet (Nagylónya, Kislónya, Mátyus és Tiszakerecseny).
A törvény szerint a megye négy járásra oszlott és székhelye Mátészalka volt.
|  |  |

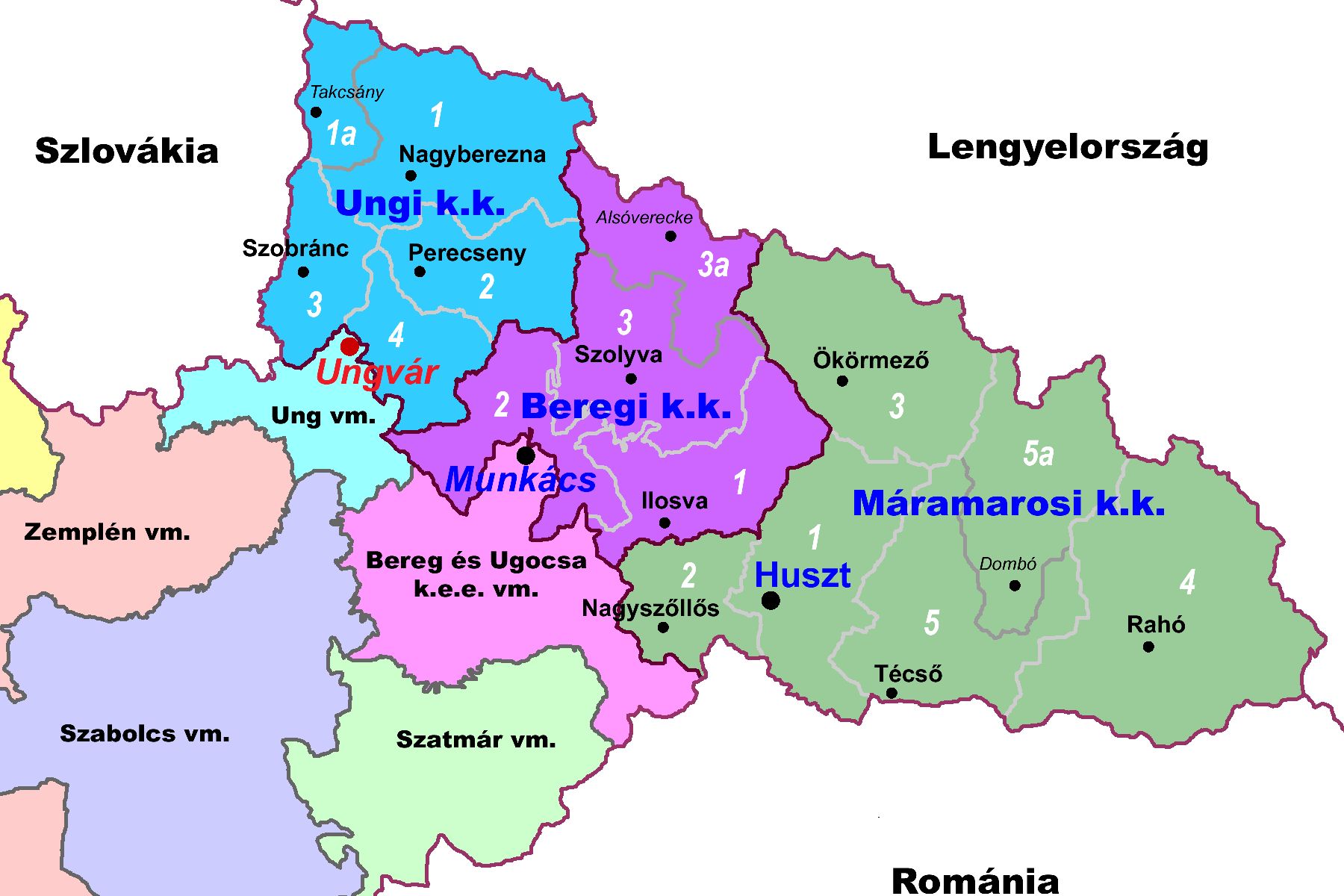
Kárpátalja közigazgatási beosztása 1939 tavasza (a magyar megszállás) és 1940 ősze (a második bécsi döntés végrehajtása) között

Amikor 1938-ban az első bécsi döntés nyomán más területek mellett az egykori Bereg és Ugocsa megyék jelentős része is magyar fennhatóság alá került, Szatmár vármegye újra önállóvá vált. Ekkor Szatmár, Ugocsa és Bereg k.e.e. vármegye addigi formájában megszűnt, viszont Bereg és Ugocsa megyék területén létrejött Bereg és Ugocsa k.e.e. vármegye, mely 1940-ben szűnt meg, amikor e két vármegye is önállóvá vált.
A második világháború végén kötött fegyverszüneti megállapodást követően ismét az 1938 előtti határok álltak helyre, ezért 1945-ben újabb közigazgatási rendezésre került sor, melynek során a korábbi Szatmár, Ugocsa és Bereg k.e.e. vármegye helyén megalakult Szatmár-Bereg vármegye.